# Laktarium

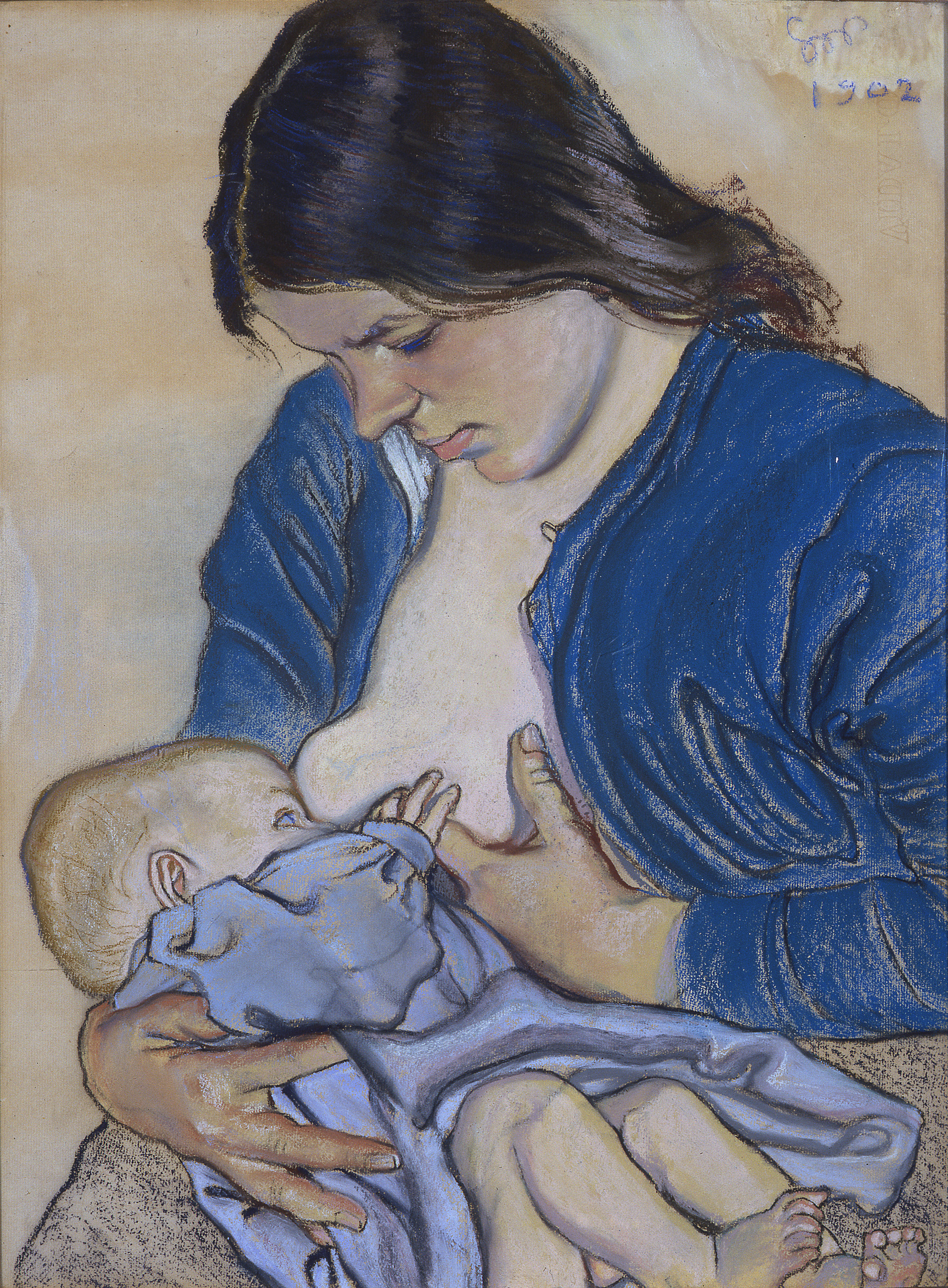
Pomimo ciągłego udoskonalania sztucznych odżywek mleko kobiece jest nadal niezastąpionym pokarmem dla niemowląt. Obraz Stanisława Wyspiańskiego „Macierzyństwo”

Laktarium – wyspecjalizowana komórka medyczna, który prowadzi zbiórkę oraz magazynuje mleko kobiece. Mleko to służy potem jako pokarm do żywienia bądź dożywiania niemowląt, zwłaszcza wcześniaków i noworodków o małej masie ciała bądź których matki są chore lub mają problemy z laktacją itp. Przeprowadza także testy jakości mleka i ma odpowiednie urządzenia (chłodnie) do jego przechowywania.
W czasach nowoczesnych laktaria powstały w odpowiedzi na zanik instytucji mamki. Laktaria funkcjonowały kiedyś przy większości oddziałów położniczych. Obecnie w Polsce działa tylko jedno laktarium, przy Instytucie „Centrum Zdrowia Matki Polki” w Łodzi. Nie zajmuje się on jednak skupem ani sprzedażą mleka kobiecego, ale działa jedynie na potrzeby Oddziału Neonatologicznego, gdzie matki z całego kraju mogą bezpiecznie oddać i przechować mleko, potrzebne dla dzieci na czas ich pobytu w szpitalu.
W niektórych krajach działają jednak nadal instytucje, które zajmują się komercyjnym skupem i sprzedażą mleka ludzkiego, jednak nazywane są one raczej Bankami Ludzkiego Mleka. Zajmują się one również zapewnieniem bezpieczeństwa tego produktu, prowadząc odpowiednie badania, gdyż mleko ludzkie może przenosić zakażenia, takie jak HIV czy HBV.
W Stanach Zjednoczonych istnieje Stowarzyszenie Banków Ludzkiego Mleka Ameryki Północnej (Human Milk Banking Association of North America – HMBANA), które obecnie prowadzi kampanie sprzeciwiającą się komercjalizacji handlu mlekiem ludzkim, gdyż dotychczas idea laktariów czy banków mleka opierała się raczej na niekomercyjnym zapewnieniu mleka kobiecego dla przypadków mających medyczne czy społeczne uzasadnienie. W 2005 HMBANA zebrało 745 329 uncji mleka.
Według zaleceń amerykańskich, dawczynią mleka nie może zostać kobieta, która:
- ma dodatnie testy krwi w kierunku HIV, HTLV, HCV, HBV, kiły,
- ona sama, lub jej partner są z grupy ryzyka wystąpienia AIDS,
- zażywa narkotyki,
- pali tytoń,
- spożywa dziennie ponad 2 uncje alkoholu (1 uncja = około 30 cm³),
- przebyła transplantację organu lub miała przetoczoną krew w ciągu ostatnich 12 miesięcy,
- urodziła się lub podróżowała do krajów, takich jak Kamerun, Kongo, Czad, Gabon, Niger, Nigeria,
- przebywała w Wielkiej Brytanii dłużej niż 3 miesiące, lub ponad 5 lat w innych krajach europejskich po 1980[5].